# Josef Březina
JUDr. Josef Březina (3. únor 1861, Libice nad Doubravou – 8. duben 1939, Blovice) byl český advokát a v letech 1901–1919 starosta města Blovice.
Josef Březina se narodil 3. února 1861 v Libici nad Doubravou u Chotěboře. Gymnázium vystudoval v Havlíčkově Brodě a poté pokračoval studium na právnické fakultě v Praze, kterou ukončil v roce 1888. Soudní praxi si odbyl ve Vídni a v roce 1889 nastoupil jako advokátní do advokátní kanceláře doktora Josefa Metelky, také pozdějšího starosty města Blovice.
V roce 1895 se Březina osamostatnil a otevřel si v Blovicích svoji vlastní advokátní kancelář. Ve stejném roce vstoupil do státoprávní demokracie (později Československá národní demokracie) a později se stal předsedou místní stranické buňky. Starostou města byl zvolen 4. května 1901 a mandát zanikl po volbách 16. června 1919.
Byl podílníkem akciové společnosti svého tchána F. J. Karlíka.
Březina zemřel 8. dubna 1939 v Blovicích ve věku 78 let.